# Baniste (Ornak)

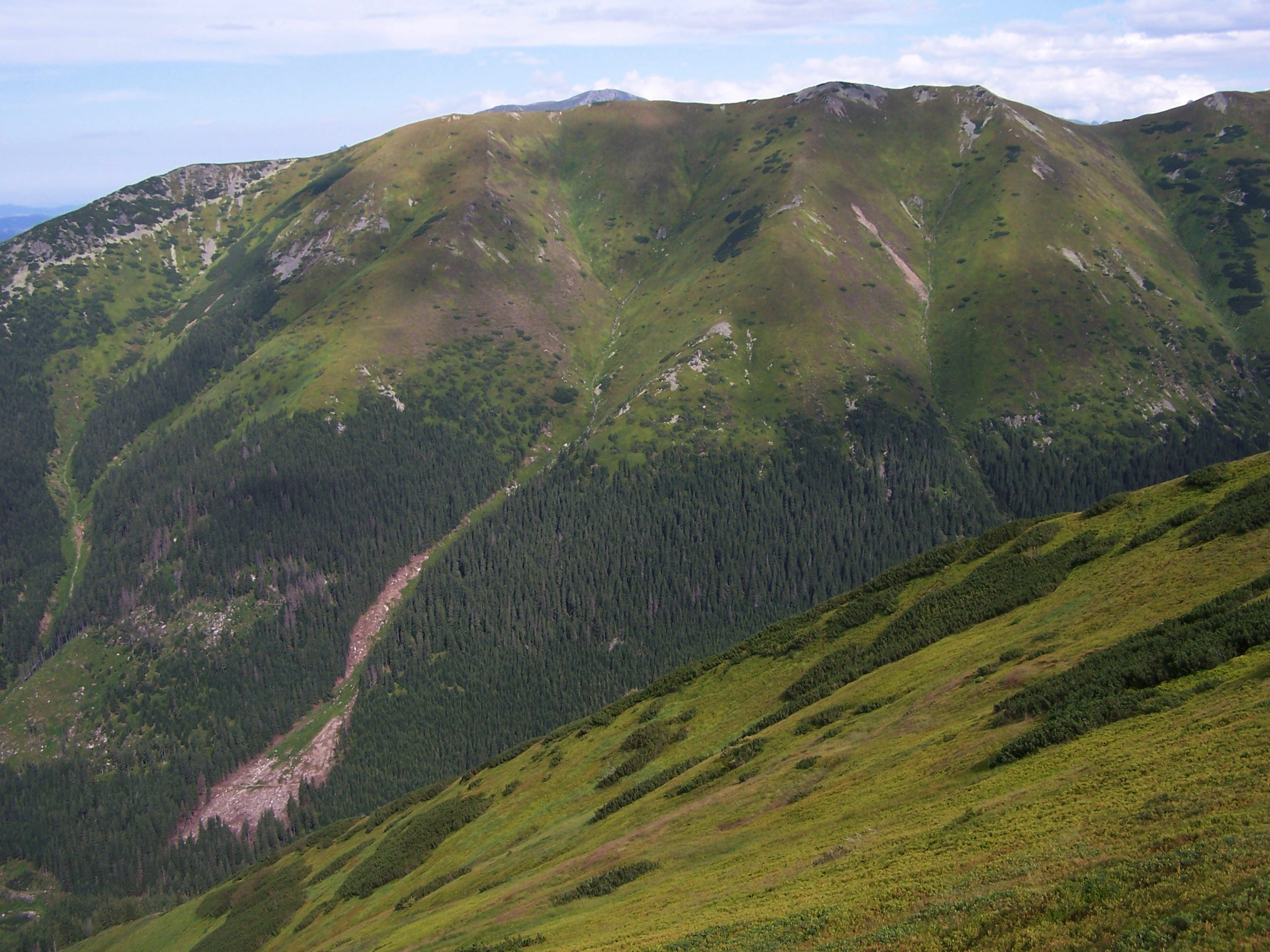
Banisty Żleb pierwszy od lewej

Baniste – miejsce powyżej górnego końca Banistego Żlebu w Dolinie Starorobociańskiej w Tatrach Zachodnich. Jest to średnio stromy i trawiasty stok, obecnie stopniowo zarastający kosodrzewiną. Dawniej istniały w nim kopalnie, czyli banie i stąd pochodzi nazwa tego miejsca. Były to jedne z najstarszych kopalni w polskich Tatrach. W dokumentach notowane były po raz pierwszy w 1520 r. jako spółka z udziałem króla Zygmunta I Starego, ale być może istniały już w XV w., gdyż zapis z drugiej połowy XVI w. nazywa ten rejon „Starą Robotą”. Od nazwy kopalni pochodzi nazwa Doliny Starorobociańskiej. Kopalnie oglądał w 1792 r. Baltazar Hacquet, wydobywano w nich rudy antymonowo-miedziane z domieszką ok. 80 g srebra w 100 kg urobku, później także piryt. Eugeniusz Janota, opisując w 1860 r. Dolinę Starorobociańską, podawał: Wschodni bok stanowi góra Baniste. W niéj zarzucone znaczne kopalnie (4850 st. Z.) w gnejzie. Wydobywano tutaj tak zwany panabaz zawierający miedź i srebro. R 1847 zaczęto wydobywać rudę żelazną. Pozostałością po dawnej kopalni jest 12 zawalonych już sztolni.
Do Banistego prowadziła „Hawiarska Droga” (hawiarzami nazywano tu dawniej górników). Od dna Doliny Starorobociańskiej naprzeciwko polany Dudówka wiodła stokami Ornaku, znacznie powyżej obecnego czarnego szlaku turystycznego. Na odgałęzieniu tej drogi na dnie Doliny Starorobociańskiej istniało miejsce zwane Młyniskiem, w którym zwiezioną rudę kruszono w stępach napędzanych kołem wodnym i płukano. Zachowały się ślady młyna do rozdrabniania rudy, przykop doprowadzających i odprowadzających wodę oraz hałdy płonnego urobku.